# Ліповуз Андрій Романович
Андрій Романович Ліповуз (нар. 29 січня 1998, Хмельницький, Україна) — український футболіст, опорний півзахисник.

## Життєпис
Народився в Хмельницькому. У ДЮФЛУ виступав за «ВІК-Волинь» (Володимир-Волинський), ДЮСШ-1 (Хмельницький) та «Поділля» (Хмельницький).
У дорослому футболці дебютував 2016 року в «Поділля», яке виступало в аматорському чемпіонаті України. У професіональному футболі дебютував за хмельницький клуб 20 липня 2016 року в програному (1:3) виїзному поєдинку 1-го попереднього раунду кубку України проти вінницької «Ниви». Андрій вийшов на поле в стартовому складі та відіграв увесь матч, а на 45+1-ій хвилині отримав жовту картку. У Другій лізі України дебютував 24 липня 2016 року в переможному (2:0) домашньому поєдинку 1-го туру проти миколаївського «Суднобудівника». Ліповуз вийшов на поле в стартовому складі, а на 90+3-ій відзначився дебютним голом у професіональному футболі. У сезоні 2020/21 років «Поділля» виграло групу «А» та отримало путівку до Першої ліги України. У Першій лізі дебютував 25 липня 2021 року в нічийному (0:0) домашньому поєдинку 1-го туру проти київської «Оболоні». Андрій вийшов на поле в стартовому складі, на 70-ій хвилині отримав жовту картку, а на 75-ій хвилині його замінив Олександр Цибульник. Дебютним голом за «Поділля» в Першій лізі України відзначився 23 серпня 2021 року на 43-ій хвилині переможного (1:0) домашньому поєдинку 5-го туру проти житомирського «Полісся». Ліповуз вийшов на поле в стартовому складі, на 7-ій хвилині отримав жовту картку, а на 74-ій хвилині його замінив Олександр Цибульник.

## Особисте життя
Батько, Роман Ліповуз, грав у футбол на аматорському рівні.